# Rudolf Schindler

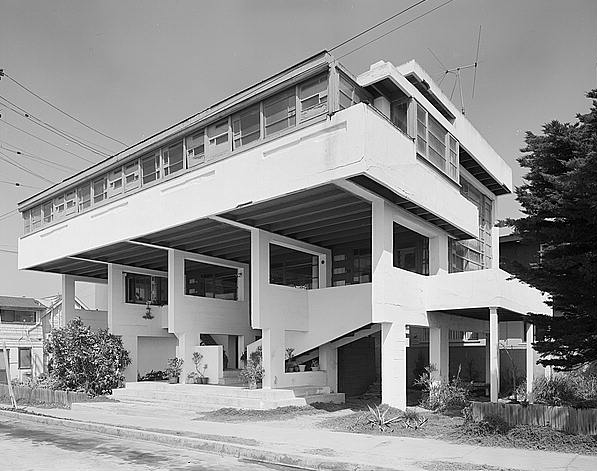
Casa de P. Lovell en la playa, California

Rudolf Michael Schindler (Viena, Austria, 10 de septiembre de 1887 - Los Ángeles, EE. UU., 22 de agosto de 1953) fue un arquitecto estadounidense de origen austríaco, que trabajó principalmente en Los Ángeles a mediados del siglo XX.
Se le asocia a menudo con los principios del Movimiento Moderno en arquitectura, ya que estudió y trabajó con varios de los maestros de este estilo. Sin embargo, el uso que hizo de la complejidad espacial, los materiales cálidos y los contrastes cromáticos, le alejan de la ortodoxia del estilo internacional y dan un carácter original a sus obras. Su obra no tuvo mucha publicidad durante su vida, pero a partir de los años 1980 se empezó a recuperar su legado.

## Infancia y juventud
Rudolf Michael Schindler nació el 10 de septiembre de 1887, en el seno de una familia vienesa de clase media. Su padre era importador y manufacturero de madera y metal; su madre era costurera. Estudió en la Imperial and Royal High School desde 1899 hasta 1906, y posteriormente se inscribió en la Wagnersschule de la Universidad Politécnica de Viena. En 1911 se graduó en arquitectura. En la facultad, su principal influencia sería el profesor Carl König, a pesar de la presencia de otros grandes maestros en las aulas, como Otto Wagner y Adolf Loos. En 1911, conoció la obra de Frank Lloyd Wright gracias al influyente Portafolio Wasmuth.
En 1912 conocería en la universidad a su gran amigo y rival Richard Neutra, antes de completar su tesis en 1913. Sus carreras correrían paralelas, ambos llegarían a Los Ángeles a través de Chicago, ambos serían reconocidos como los primeros modernos que crearon un nuevo estilo adaptado al clima de California, y en ocasiones ambos trabajaron para los mismos clientes.
Tras graduarse, Schindler comenzó su andadura profesional en el estudio de arquitectura de Hans Mayr y Theodore Mayer, donde trabajó entre septiembre de 1911 y febrero de 1914. Ese año se trasladaría a Chicago para trabajar en la firma Ottenheimer, Stern, and Reichert (OSR), aceptando un sueldo menor a cambio de poder trabajar en la entonces pujante ciudad estadounidense. Allí pudo empaparse de la obra de Henry Hobson Richardson, Louis Sullivan, y Frank Lloyd Wright.

## Carrera de Rudolph y de Frank Lloyd Wright

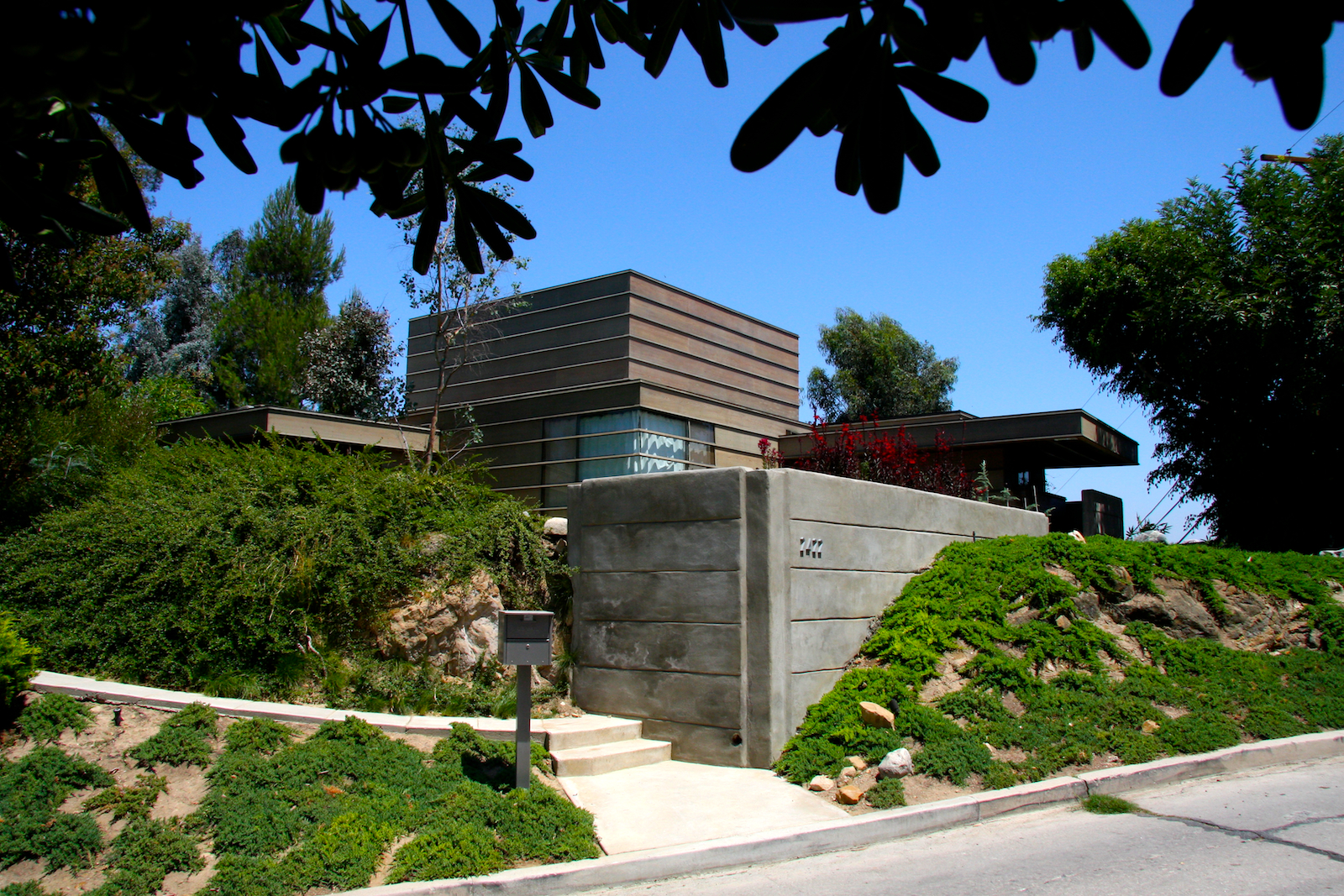
Casa Howe diseñada por Schindler en Los Ángeles

Schindler continuó procurando el contacto con Wright, enviándole cartas a pesar de su inglés torpe, y finalmente lo conoció el 30 de diciembre de 1914. Wright tenía poco trabajo en aquella época, marcada por la destrucción de Taliesin y el asesinato de su amante ese mismo año, y no pudo ofrecer trabajo Schindler. Schindler continuó el trabajo en OSR, manteniéndose ocupado con los viajes y el estudio, familiarizándose notablemente la técnica de construcción modular en hormigón desarrollada por  Irving Gill. Wright pudo finalmente emplear a Schindler cuando obtuvo el encargo del Hotel imperial de Tokio, un proyecto importante que mantendría al arquitecto en Japón durante varios años.
El papel de Schindler era continuar las operaciones americanas de Wright en su ausencia, en su estudio de Oak Park. En 1919 Schindler se casó con Pauline Gibling (1893-1977), y en 1920 Wright lo convocó a Los Ángeles para trabajar en el proyecto de la casa Barnsdall.
En aquella época consiguió varios encargos a título personal, entre los que destaca la que algunos consideran su mejor obra, la casa King's Road, conocida como casa Schindler, o Schindler-Chace. Se trataba de una vivienda-oficina para dos hombres y dos mujeres, terminada en 1922.
Por aquel entonces empezaron a surgir desavenencias entre Wright y Schindler, cada vez más descontento con sus condiciones de trabajo. Schindler se tenía que encargar no solo de su labor como arquitecto, sino también de los otros negocios de Wright, como el alquiler de las casas de Oak Park. Además fue el responsable directo de varios proyectos realizados en el estudio en ausencia de Wright, destacando la casa Hollyhock, de la que Schindler realizó la mayor parte del diseño y supervisó su construcción. La cliente de aquella casa, Aline Barnsdall, acabó convirtiéndose en clienta del propio Schindler, a quien encargaría varios pequeños proyectos en Olive Hill, además de una espectacular casa transparente, que sigue siendo uno de los más espectaculares proyectos no realizados del siglo XX.
En 1925, contruyó la casa Howe en Los Ángeles, se trata de una casa unifamiliar de dos niveles de distinto material que adopta una tensión compositiva poco habitual, diagonal y prevalentemente simétrica. El nivel inferior se realizó en hormigón y el superior en madera. Un cuerpo de doble altura central une la composición exterior y focaliza el espacio interior en torno a la estufa a leña tras una escalera central. La ventana en ángulo es repropuesta ahora en consonancia con el orden geométrico elegido.
En 1929, al objeto de validar su licencia como arquitecto en Los Ángeles, Schindler mencionó su extensa labor en el diseño arquitectónico y estructural del Hotel Imperial de Tokio, lo que Frank Lloyd Wright negó. El conflicto entre ambos se agravó cuando Schindler, en la publicidad de unas conferencias junto con Richard Neutra, se presentó a sí mismo como responsable del estudio de arquitectura de Wright durante sus dos años de ausencia. Wright volvió a negar estas afirmaciones, lo que condujo finalmente a su separación en 1931. No volverían a reconciliarse hasta 1953, poco antes de la muerte de Schindler.

## Carrera en solitario
Los edificios tempranos de Schindler se caracterizan generalmente por la construcción en hormigón. Sus proyectos más importantes de esta etapa son la casa King's Road, la casa P. Lovell en la playa y la casa Wolfe. La casa King's Road era una vivienda y estudio para Schindler, su esposa y sus amigos Clyde y Marian DaCamara Chace. La planta se distribuye en varios espacios en forma de L. La construcción es de paneles de hormigón in situ, que contrasta con los paños abiertos de vidrio y madera. Esta casa es la obra más conocida y representativa de su obra.
En la búsqueda para abaratar costes, Schindler abandonó la construcción en hormigón, y comenzó a diseñar con paneles de yeso. Este tipo de construcción caracterizó su obra de los años 30 y 40, aunque lo que no cambió fue su interés en la forma y el espacio. En 1945 desarrolló su propio sistema de construcción modular, cococido como Schindler frame. En su obra posterior lo utilizó de forma extensiva como base de experimentación.